# Glenea ochreolineata
Glenea ochreolineata là một loài bọ cánh cứng trong họ Cerambycidae.